# 476
476 (CDLXXVI na numeração romana) foi um ano bissexto do século V do Calendário Juliano, da Era de Cristo. as suas letras dominicais foram D e C (53 semanas). Teve início a uma quinta-feira e terminou a uma sexta-feira.
| Ano completo                           |
| -------------------------------------- |
| Ano bissexto com início à quinta-feira |

## Eventos

### Por Lugar

#### Império romano
- Summer — Odoacro, chefe das tribos germânicas (Hérulos/Esciros federados), visita o palácio imperial em Ravenna. Ele pede Orestes (Mestre dos soldados) para recompensar seus mercenários por seus serviços e seu apoio à sua rebelião um ano antes, cumprindo sua promessa de conceder-lhes terras para se estabelecerem permanentemente na Itália. Orestes recusa esta proposta e Odoacer lidera seus membros da tribo em uma revolta.

- Agosto –  Basilisco,, é deposto e Zenão é restaurado como imperador do Império Romano do Oriente. Com o apoio de seu conselheiro Ilo, ele sitia Constantinopla, mas o Senado abre os portões, permitindo que ele retome o trono. Basilisco foge para o santuário em uma igreja, mas se rende a si mesmo e à sua família depois de extrair uma promessa solene de Zeno de não derramar seu sangue. Basilisco é enviado para uma fortaleza na Capadócia, onde mais tarde morre de fome.

- 23 de agosto - Odoacro, 43 anos, é proclamado rex Italiae ("rei da Itália") por suas tropas. Ele lidera seu exército ostrogodo para o Vale do Pó e avança para Ravena enquanto saqueia o campo.

- 28 de agosto -  Orestes é preso por Odoacro perto de Piacenza, e rapidamente executado.

- 4 de setembro - Rômulo Augusto, usurpador romano do Império Romano Ocidental, é deposto por Odoacro em Ravena. Odoacro poupa a vida do menino e lhe dá uma pensão de 6.000 sólidos, mas o exila para o "Castellum Lucullanum" (Castel dell’Ovo), na ilha de Megaride, no Golfo de Nápoles. Este evento será mais tarde romantizado na literatura e na história ocidentais como a Queda de Roma Ocidental, e é tradicionalmente usado por historiadores para marcar o início da Idade Média Europeia (476-1500).
- Os visigodos, sob o comando do rei Eurico, marcham para a Itália e sofrem derrota diante das forças de Odoacro. O imperador Zenão conclui um tratado de paz entre os godos e Odoacro entrega o território recém-conquistado na Gália. Eurico se compromete a não empreender mais hostilidades.
- O Senado Romano solicita a Zenão que reconheça Nepos como deposto e assuma o trono imperial, abolindo a divisão leste/oeste do império, que durou 81 anos, e reconhecendo a autoridade de Odoacro na Itália. Zenão recusa o primeiro pedido, mas nomeia Odoacro Patrício , investindo seu governo de legitimidade imperial.

- Júlio Nepos, governante de jure, torna-se legalmente o último "Imperador Romano Ocidental". Ele governa a Dalmácia (Balcãs), Marrocos e o noroeste da Gália até sua morte em 480, mas não tem poder efetivo na Península Italiana.

- Inverno - Zeno reconhece toda a extensão do Reino Vândalo, incluindo toda a África Ocidental, Ilhas Baleares, Córsega, Sardenha e Sicília. Genserico dá a Sicília, com exceção da cidade de Lilíbio, a Odoacro em troca de tributo.

#### Índia
- O nascimento de Ariabata é tradicionalmente considerado o início do período clássico da matemática e astronomia indiana

#### China
- Xian Wen Di, o Imperador aposentado de Wei do Norte, é assassinado pela Imperatriz Feng. Ela assume a regência sobre o jovem Xiao Wen Di.

#### Religião
- Pedro de Antioquia é restaurado como Patriarca de Antioquia.